# William Tecumseh Sherman

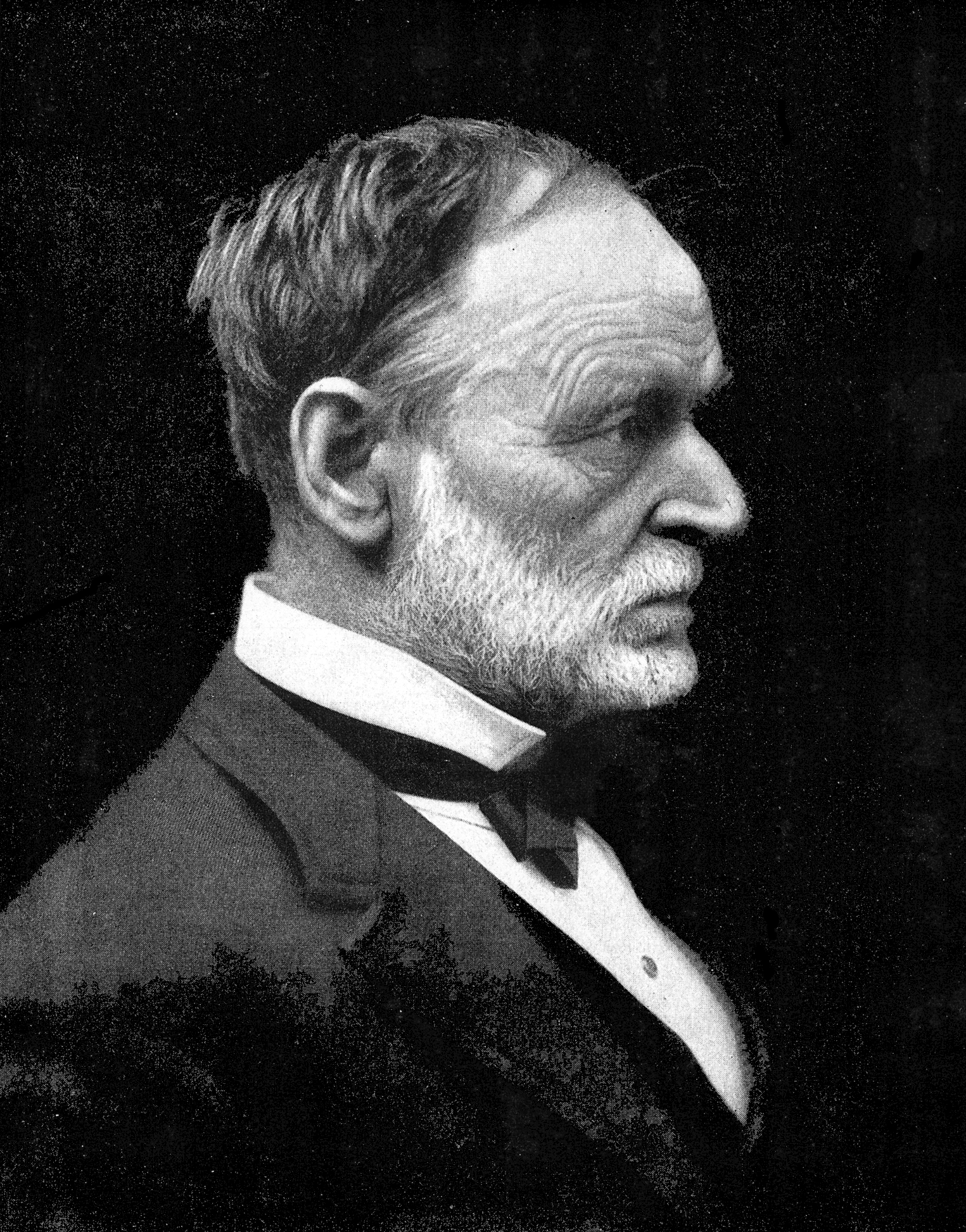
William T. Sherman

William Tecumseh Sherman (* 8. Februar 1820 in Lancaster, Ohio; † 14. Februar 1891 in New York City, New York) war ein US-amerikanischer Offizier, zuletzt General of the Army, Bankier, Rechtsanwalt, Schriftsteller und Kriegsminister im Kabinett Grant. Er kämpfte auf Seiten der Nordstaaten im Sezessionskrieg. Sein Name ist eng verbunden mit der Einnahme Atlantas und dem daran anschließenden Marsch nach Savannah, Georgia, der als Shermans Marsch zum Meer in die amerikanische Geschichte einging.

## Biografie

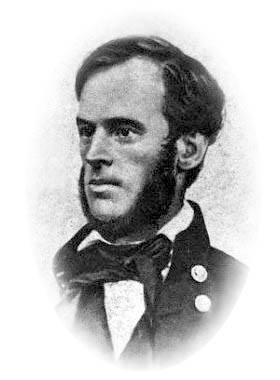
William T. Sherman als junger Mann

Sherman wurde in Lancaster, Ohio als Sohn von Charles Robert Sherman und seiner Frau Mary Hoyt Sherman geboren. Seinen zweiten Vornamen Tecumseh erhielt er von seinen Eltern wegen der großen Verehrung des gleichnamigen Indianerhäuptlings der Shawnee durch seinen Vater.
Sherman erhielt seine militärische Ausbildung in der US-Militärakademie in West Point, New York, die er mit herausragendem Erfolg absolvierte.

### In Kalifornien
Im Krieg gegen Mexiko wurde Sherman im Gegensatz zu seinen West-Point-Kameraden nicht eingesetzt, sondern versah seinen Dienst in Kalifornien. Hier erlebte er den Goldrausch und beteiligte sich auch selbst durchaus erfolgreich an Bodenspekulationen. Später wurde er mit Kommandos im Osten der USA betraut und versah dabei seinen Dienst auch in der Region, in der er später im Bürgerkrieg seine Erfolge verzeichnen konnte. So bereiste er die Südstaaten auf einer Inspektionsreise auf nahezu der identischen Route, die er dann mit seinen Armeen auf dem Marsch zum Atlantik nehmen sollte (jedoch in umgekehrter Richtung). 1853 schied er aus dem Heer aus und ließ sich als Bankier, später als Anwalt wieder in Kalifornien und St. Louis, nieder. Nachdem er in beiden Berufen nur mäßig erfolgreich war, wurde er 1859 Präsident der Militärschule in Alexandria, Louisiana, der heutigen Louisiana State University.

### Im Sezessionskrieg

#### Regimentskommandeur
Mit Beginn des Sezessionskrieges erhielt er sein Offizierspatent zurück und wurde am 14. Mai 1861 als Kommandeur des 13. Infanterieregiments in das Heer übernommen. Seinen ersten Einsatz hatte er in der ersten Schlacht von Manassas (auch erste Schlacht von Bull Run genannt) am 21. Juli 1861 unter Generalmajor Irvin McDowell, die für die Unionstruppen mit einer Niederlage endete.

#### Brigade-, Divisionskommandeur und Kommandierender General

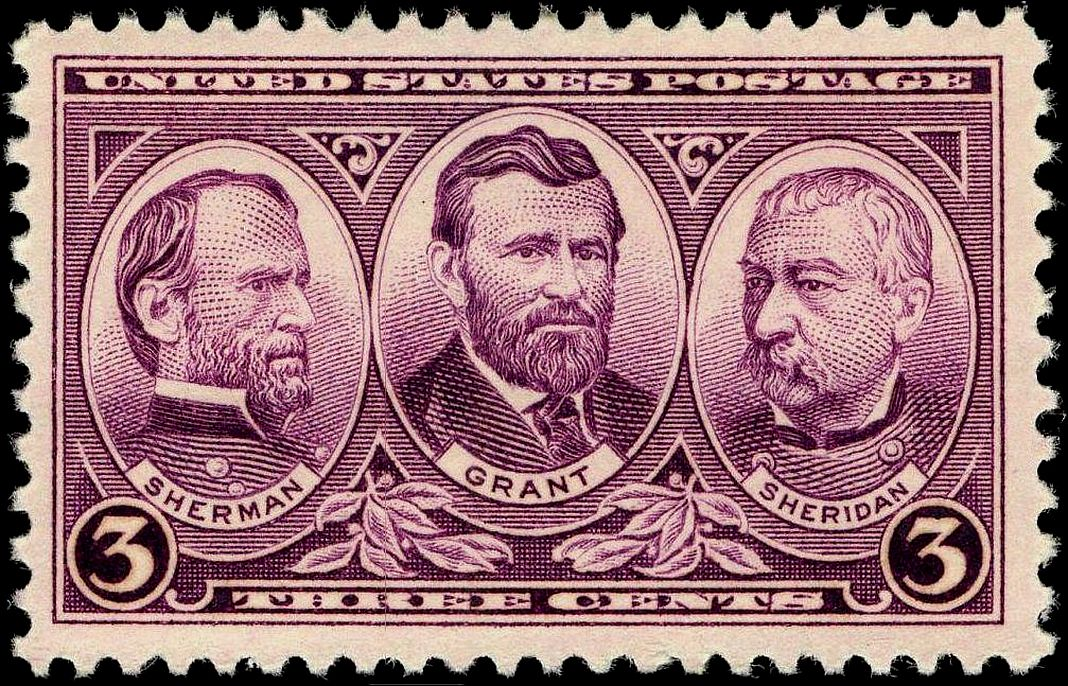
Die Generäle Sherman, Grant und Sheridan auf einer Briefmarke von 1937

Am 7. August 1861 zum Brigadegeneral befördert, übernahm er ein eigenes Kommando in Kentucky. Wegen einer Fehleinschätzung der Lage wich er mit seinen Truppen aus. Er wurde daraufhin seines Kommandos enthoben und in der Presse scharf kritisiert. Als einige Blätter schließlich an seinem Geisteszustand zweifelten, geriet Sherman in eine tiefe persönliche Krise, die sich in Depressionen, Nervenzusammenbrüchen und Selbstmordgedanken äußerte.
Anfang 1862 erhielt Sherman das Kommando über eine Division, die er im April in der Schlacht von Shiloh gegen die Truppen P.G.T. Beauregards führte, mit dem er persönlich seit Jahren befreundet war und der die Nacht vor der Schlacht in seinem (erbeuteten) Zelt verbrachte. Da Sherman und Grant nicht mit einem Angriff rechneten, begann diese Schlacht eher gemächlich, entwickelte sich aber schnell zu einem der blutigsten Zusammentreffen des ganzen Kriegsjahres, das mit ungefähr 3.500 Toten und 20.000 Verwundeten alles übertraf, was Amerika bisher erlebt hatte. Die Unionstruppen gerieten an den Rand einer Niederlage; Sherman wurde leicht verwundet und verlor zeitweise die Kontrolle über seine bedrängte Division. Erst die Zuführung von 25.000 Mann Verstärkung der Tennessee-Armee und die Tatsache, dass die Südstaaten-Befehlshaber ihre Truppen zu spät zusammenzogen, ermöglichte es den Unionstruppen, die konföderierte Armee unter Beauregard zum Rückzug zu zwingen. Nach der Schlacht von Shiloh wurde Sherman am 1. Mai 1862 zum Generalmajor befördert.
Vom Dezember 1862 an nahm Sherman als Kommandierender General des XV. Korps, weiterhin unter Grant, an mehreren vergeblichen Versuchen teil, die Stadt Vicksburg, Mississippi einzunehmen, bis es nach einem erfolgreichen Feldzug und einer sechswöchigen Belagerung endlich gelang, die Verteidiger unter General Pemberton am 4. Juli 1863 zur Kapitulation und zur Übergabe der Stadt zu zwingen.

#### Oberbefehlshaber des westlichen Kriegsschauplatzes
Sherman erhielt das Kommando über die Tennessee-Armee und nahm vom 23.–25. November 1863 an den Kämpfen der Schlacht von Chattanooga teil.
Nachdem es den Unionstruppen gelungen war, die konföderierte Tennessee-Armee bis nach Georgia zurückzudrängen, erhielt Sherman, mittlerweile als Nachfolger Grants Oberbefehlshaber des westlichen Kriegsschauplatzes, Mitte 1864 den Auftrag, auf den Eisenbahnknoten Atlanta vorzurücken und die Stadt einzunehmen.
Da die Truppen Johnstons, konföderierte Verluste in Grenzen haltend, bei heftigem Widerstand weitgehend ein Rückzugsgefecht lieferten, gelang es Sherman, Schritt für Schritt vorzurücken. Nachdem die konföderierte Armee, nun unter dem Befehl des Südstaaten-Generals Hood, unter großen Verlusten beider Seiten zurückgeschlagen worden war, marschierte Sherman am 2. September 1864 in Atlanta ein (siehe auch Atlanta-Feldzug).

##### Shermans Marsch zum Meer

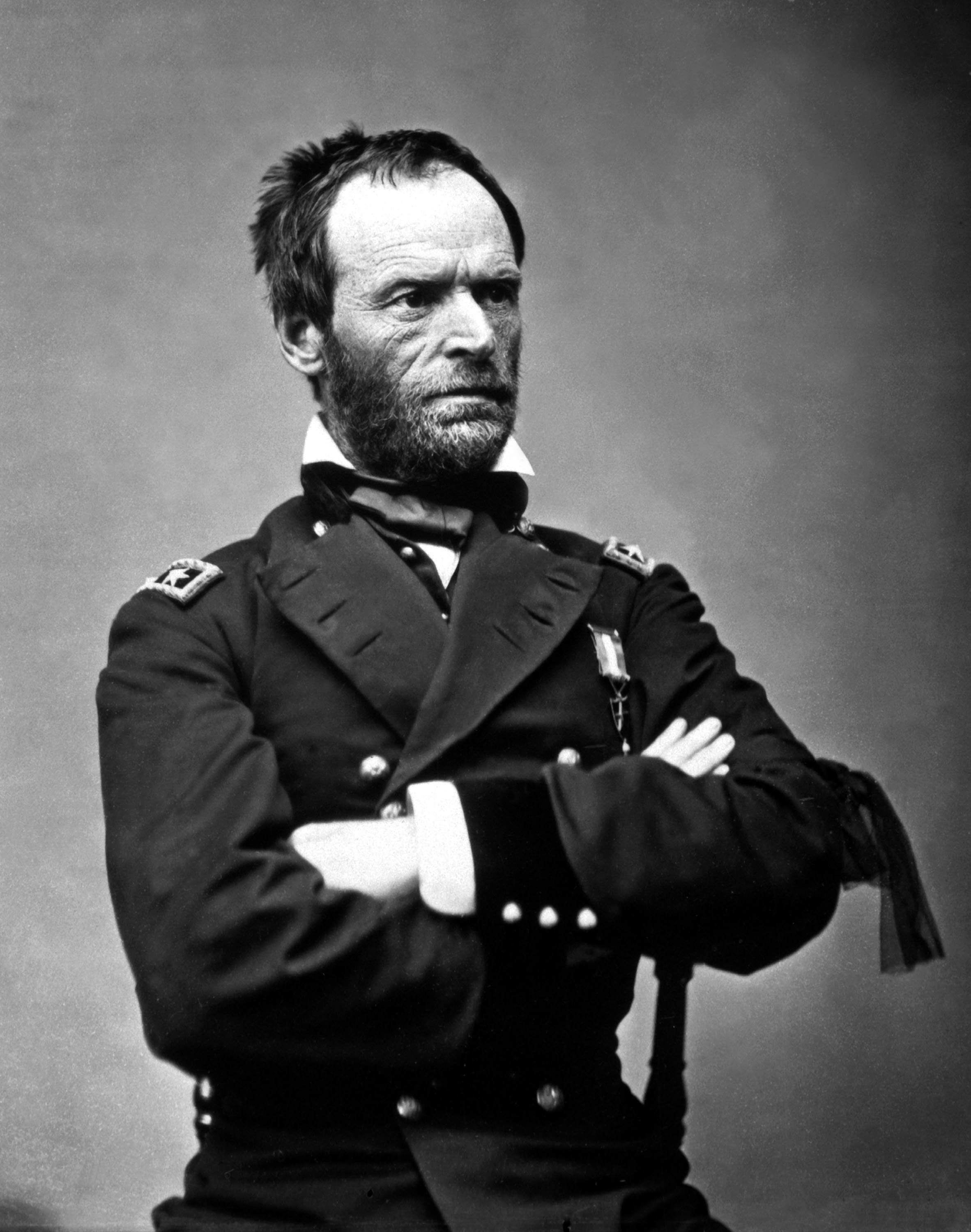
William T. Sherman im Jahr 1865

Shermans nächstes Ziel war nun die Hafenstadt Savannah, Georgia an der Mündung des gleichnamigen Flusses, die er nach einem mit 62.000 Mann von Atlanta aus am 15. November begonnenen Marsch am 21. Dezember 1864 erreichte und kampflos einnahm. Dieser auch als Shermans Marsch zum Meer bekannte Feldzug brach, dem Militärhistoriker David J. Eicher zufolge, mit den tradierten militärischen Prinzipien, indem Sherman tief in Feindesland ohne eigenen Nachschub und von Nachrichten abgeschnitten operierte. Sherman verfolgte dabei eine Strategie der „verbrannten Erde“. Er ordnete an, dass sich seine Truppen von erbeuteten Nahrungsmitteln versorgten und das, was sie nicht selbst benötigten, vernichten sollten. Außerdem ließ er auf dem Weg die komplette Infrastruktur, insbesondere Eisenbahnstrecken und -depots, zerstören. In einer Form totalen Kriegs wollte Sherman darüber hinaus nicht nur die Infrastruktur, sondern auch die Bevölkerung bekämpfen, um so ihren Widerstandswillen und die Unterstützungsbereitschaft für die Sache der Konföderierten zu brechen. Was in Atlanta noch verschont worden war, wurde nun zerstört. Die auf Plünderungszüge in das Umland geschickten „Bummers“ machten dabei selbst vor Sklavenhütten keinen Halt. Dennoch empfingen die Sklaven Shermans Truppen mit großem Enthusiasmus. Tausende verließen ihre Plantagen und schlossen sich dem Marsch an, obwohl Sherman sie aufrief, zuhause zu bleiben, weil er sie in dieser großen Zahl nicht versorgen konnte. Einige junge afroamerikanische Männer wurden als Freiwillige in die Armee aufgenommen und als Kundschafter, Informanten und Arbeiter eingesetzt. Nach der Einnahme Savannahs schickte er ein berühmt gewordenes Telegramm an Präsident Lincoln, in welchem er diesem Savannah als „Weihnachtsgeschenk“ überbrachte.
Shermans „Marsch zum Meer“ hatte schwerwiegende Folgen für Georgia und die Kriegsanstrengungen der Konföderation. Sherman selbst schätzte das Ausmaß der Zerstörung auf $ 100 Millionen. Seine Kriegsführung war dabei stets umstritten und sein Name insbesondere unter weißen Südstaatlern verhasst. Unbestritten ist, dass der Marsch durch Georgia die Südstaaten entscheidend schwächte und das Ende des Bürgerkriegs zugunsten der Nordstaaten herbeiführte. Im Lied Marching through Georgia von Henry Clay Work wurde der militärische Erfolg Shermans glorifiziert, wobei Sherman selbst die recht fröhliche Melodie und den Text wenig schätzte. Im Rahmen der „Lost Cause“-Ideologie, die bald nach dem Bürgerkrieg Fuß fasste, wurde Sherman vor allem nach seinem Tod Barbarei vorgeworfen und er sowie seine Truppen als Monster dämonisiert. General John McAllister Schofield berichtete in seiner Autobiographie vom „Marsch zum Meer“ und Shermans Motiven in diesem Zusammenhang. Laut dem Historiker Wesley Moody unterstellt der Autor in diesem Werk Sherman, dass er die Idee von der Schwächung der Moral der Südstaaten-Bevölkerung durch totale Kriegsführung erst dann in den Vordergrund rückte, als fraglich wurde, ob er rechtzeitig bei Grant eintraf, um am Triumph über Lee teilzuhaben.

##### Feldzug in Süd- und Nord-Carolina
Sherman gelang es, Grant davon zu überzeugen, dass er nach sechswöchigem Aufenthalt in Savannah am besten seinen Marsch durch South- und North Carolina fortsetzen sollte. Dabei reizte es Sherman besonders, dass South Carolina seinerzeit als erster Staat von der Union abgefallen war. Er hoffte deshalb, durch einen etwaigen militärischen Erfolg gerade hier der Kriegsmoral der Südstaaten einen besonders schweren Schlag zu versetzen. Gegenüber nur geringem militärischen Widerstand der Südstaaten nahm er am 17. Februar 1865 Columbia, die Hauptstadt South Carolinas, ein. Noch in derselben Nacht brachen Feuer aus, die bis zum Morgen bereits den Großteil der Stadt zerstört hatten. Die Umstände der Zerstörung Columbias sind umstritten. Während einige behaupten, die Feuer seien als Racheakt gelegt worden, halten andere dagegen, es habe sich im Wesentlichen um eine Verkettung unglücklicher Umstände gehandelt, während wieder andere konföderierte Truppen verantwortlich machen, die bei ihrem Rückzug Baumwollbündel angezündet hätten.
Bei ihrem Marsch durch North Carolina richteten Shermans Soldaten weitaus weniger Zerstörung an, wohl weil dieser Staat, der als letzter der Konföderation beigetreten war, von den Soldaten als weniger sezessionistisch angesehen wurde. Shermans Marsch endete in Goldsboro, North Carolina, wo er auf Unionstruppen traf, die ihn dort seit der Einnahme von Fort Fisher und Wilmington erwartet hatten. Er beabsichtigte, sich gemeinsam mit Grant gegen Lees Nord-Virginia-Armee in Petersburg, Virginia zu wenden, wozu es aber nicht mehr kommen sollte.
Sherman verfolgte mit seinen Feldzügen zum einen das Ziel, den Südstaaten die ökonomischen Ressourcen zum Kriegführen zu nehmen. Zum anderen wollte er der feindlichen Bevölkerung der Südstaaten die Grausamkeit des Krieges vor Augen führen:

“We are not only fighting armies, but a hostile people, and must make old and young, rich and poor, feel the hard hand of war, as well as their organized armies. I know that this recent movement of mine through Georgia has had a wonderful effect in this respect. Thousands who had been deceived by their lying papers into the belief that we were being whipped all the time, realized the truth, and have no appetite for a repetition of the same experience.”

„Wir kämpfen nicht nur gegen Armeen, sondern auch gegen ein feindseliges Volk, und wir müssen die Alten und die Jungen, die Reichen wie die Armen, die harte Hand des Krieges genauso spüren lassen wie ihre Armeen. Ich weiß, dass mein jüngster Marsch durch Georgia in dieser Hinsicht wahre Wunder gewirkt hat. Tausende, die von ihren Lügenblättern zu dem Glauben verführt worden waren, dass wir die ganze Zeit geschlagen würden, erkannten die Wahrheit und haben keinen Appetit darauf, diese Erfahrung zu wiederholen.“

Wegen dieser Kriegsführung, die eine verheerende Wirkung auf die Moral der Zivilbevölkerung hatte, gilt Sherman als einer der ersten „modernen“ Generale. Der Schriftsteller E. L. Doctorow machte Shermans verheerenden Feldzug 2005 zum Thema seines Romans Der Marsch.

US-General William T. Sherman in Verhandlung mit Indianern bei Fort Laramie

##### Kapitulationsverhandlungen
Nach Lees Kapitulation in Appomattox und Lincolns Ermordung gewährte Sherman in Verhandlungen mit dem Südstaatengeneral Joseph E. Johnston eigenmächtig großzügige Kapitulationsbedingungen, die von Verteidigungsminister Edwin M. Stanton aber zurückgenommen wurden. Letztlich wurden die Bedingungen, wie sie mit Robert E. Lee ausgehandelt waren, übernommen.
Sherman marschierte mit 60.000 seiner Soldaten in Washington D.C. auf der Siegesparade am 24. Mai 1865, wonach die Soldaten entlassen wurden.

### Oberbefehlshaber des Heeres
Nach dem Krieg wurde Sherman am 25. Juli 1866 zum Generalleutnant befördert und nahm an einigen Indianerkriegen teil. Am 1. Juni 1868 schloss er als Vertreter der Vereinigten Staaten mit den Diné (Navajo) einen Vertrag ab, der diesen die Rückkehr in ihr Stammland ermöglichte und die Rechtsgrundlage für die Navajo Nation Reservation bildete.
1869 wurde er – wiederum als Nachfolger Grants, der Präsident wurde – zum General of the Army of the United States befördert und zum Oberbefehlshaber des Heeres ernannt. 1875 veröffentlichte Sherman seine Memoiren. Sein berühmtester Ausspruch lautet: „War is hell“ („Der Krieg ist die Hölle“). Am 8. Februar 1884 nahm er seinen Abschied vom Heer und zog sich 1886 nach New York City zurück, wo er am 14. Februar 1891 starb.
In seinem Leichenzug marschierte auch sein ehemaliger Gegner General Joseph E. Johnston mit, trotz angeschlagener Gesundheit ohne Kopfbedeckung, um ihm die letzte Ehre zu erweisen – und starb fünf Wochen später an einer Lungenentzündung.

## Gesundheit
Sherman galt als jähzornig, impulsiv und äußerst nervöse Persönlichkeit. Der US-amerikanische Historiker und Psychiater Nassir Ghaemi versuchte nachzuweisen, dass Sherman an einer manisch-depressiven Erkrankung litt, was nicht nur seine mehrmaligen physischen und psychischen Zusammenbrüche, sein unstetes Wesen und seinen geringen Erfolg im Zivilleben erklärt, sondern auch seine innovative und kreative Strategie der Kriegsführung, die ihn zum „Vater des totalen Krieges“ machten. Ghaemi sieht Shermans Erfolg als Beleg für seine These, wonach in Krisensituationen Führungspersönlichkeiten, die an einer affektiven Störung leiden, gesunden Menschen überlegen sein können. Zum Vergleich führt er das Scheitern des ruhigen und ausgeglichenen Generals George B. McClellan im selben Krieg an.

## Zitate
“There is many a boy here today who looks on war as all glory, but, boys, it is all hell. You can bear this warning voice to generations yet to come. I look upon war with horror.”

„Es sind heute viele Jungs hier, die im Krieg nur den Ruhm sehen, aber Jungs, es ist die Hölle. Ihr könnt diese warnenden Worte in die kommenden Generationen tragen. Ich schaue mit Schrecken auf den Krieg.“

## Ehrungen

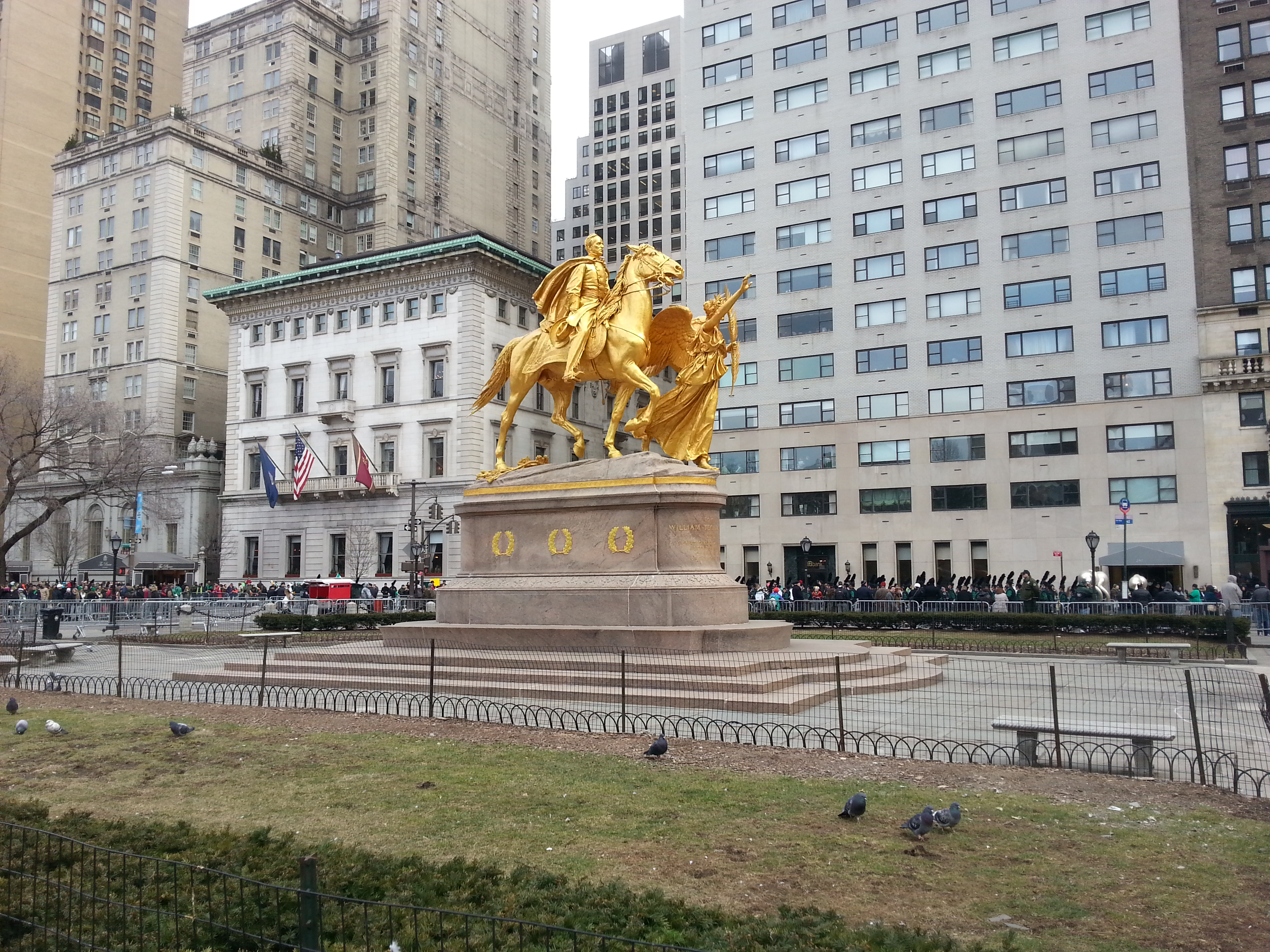
Vergoldetes Reiterstandbild Shermans in New York City

- Sherman-Statue von 1903 im President’s Park in Washington, D.C.
- Vergoldete Bronze-Reiterstatue als Sherman Memorial von 1902 am Grand Army Plaza in Manhattan, New York City.
- Sherman Monument von 1900 in Muskegon, Michigan
- Sherman Briefmarken von 1893/95, 1937 und 1995
- General Sherman Tree im kalifornischen Sequoia-Nationalpark.
- Der im Zweiten Weltkrieg und im Koreakrieg eingesetzte Panzer M4 Sherman wurde  nach ihm benannt.
- In der Historischen Rangordnung der höchsten Offiziere der Vereinigten Staaten wird er auf dem siebthöchsten Rang geführt.
- Nach ihm wurden Counties in Kansas, Nebraska und Oregon benannt